# فلوريس أوزموند
فلوريس أوزموند (بالفرنسية: Floris Osmond)‏ هو مهندس فرنسي، ولد في 10 مارس 1849 في باريس في فرنسا، وتوفي في 18 يونيو 1912 في سان لو في فرنسا.